# Agnyphantes arboreus
Agnyphantes arboreus är en spindelart som först beskrevs av James Henry Emerton 1915.  Agnyphantes arboreus ingår i släktet Agnyphantes och familjen täckvävarspindlar. Inga underarter finns listade i Catalogue of Life.